# Omloop Het Nieuwsblad 2023
De wielerwedstrijd Omloop Het Nieuwsblad vond in 2023 plaats op zaterdag 25 februari. Voor de mannen was het de 78e editie die op de kalender stond (en de 76e die werd verreden) en voor de vrouwen was het de achttiende editie. Beide koersen hadden de start in Gent en de finish in Ninove.

## Mannen
De koers die deel uitmaakt van de UCI World Tour-kalender van 2023 werd gewonnen door de Nederlander Dylan van Baarle die daarmee de Belg Wout van Aert opvolgde op de erelijst.

### Uitslag
| Plaats  | Naam               | Ploeg                  | tijd     |
| ------- | ------------------ | ---------------------- | -------- |
| Winnaar | Dylan van Baarle   | Jumbo-Visma            | 4u54'49" |
| 2       | Arnaud De Lie      | Lotto-Dstny            | + 20"    |
| 3       | Christophe Laporte | Jumbo-Visma            | z.t.     |
| 4       | Alexander Kristoff | Uno-X Pro Cycling Team | z.t.     |
| 5       | Tom Pidcock        | INEOS Grenadiers       | z.t.     |
| 6       | Davide Ballerini   | Soudal Quick-Step      | z.t.     |
| 7       | Nils Politt        | BORA-hansgrohe         | z.t.     |
| 8       | Andrea Pasqualon   | Bahrain Victorious     | z.t.     |
| 9       | Rui Oliveira       | UAE Team Emirates      | z.t.     |
| 10      | Sep Vanmarcke      | Israel-Premier Tech    | z.t.     |

## Vrouwen

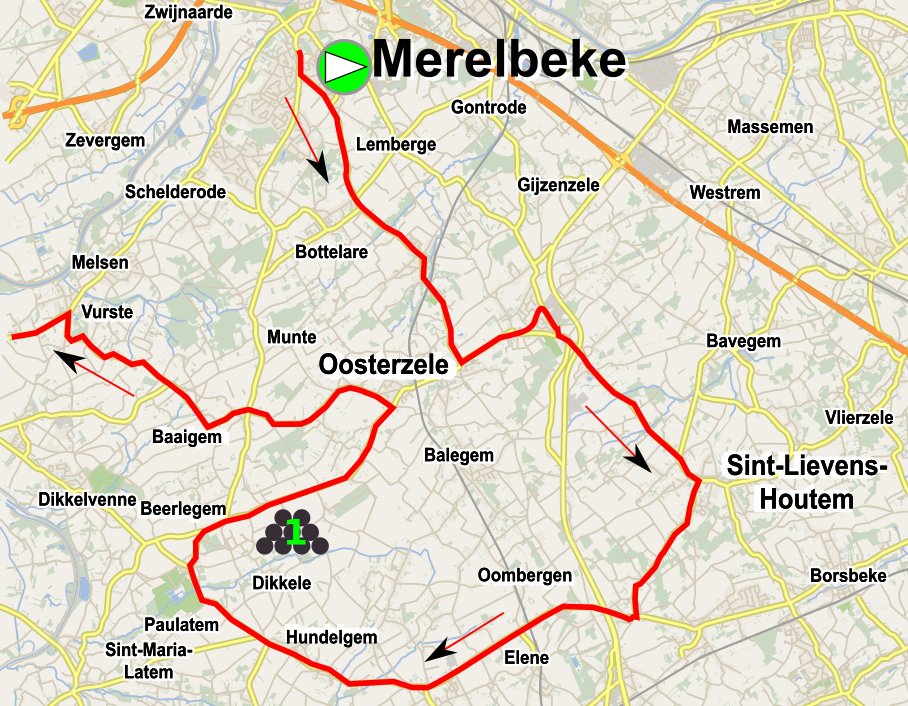
Deel 1 van het parcours

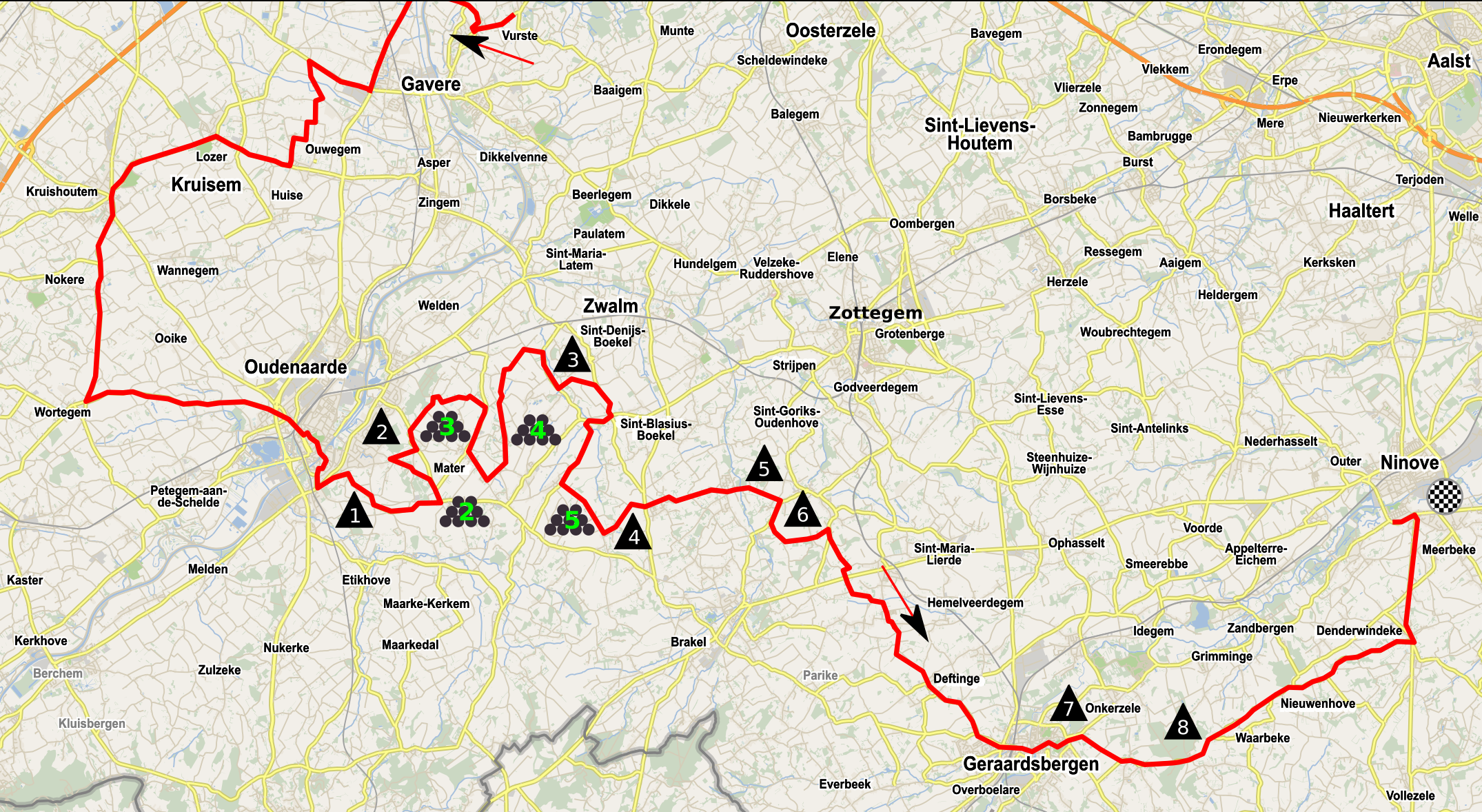
Deel 2 van het parcours

De koers die deel uitmaakt van de UCI Women's World Tour-kalender van 2023 werd gewonnen door de Belgische Lotte Kopecky die daarmee de Nederlandse Annemiek van Vleuten opvolgde op de erelijst.

### Deelnemende ploegen
Alle vijftien UCI Women's World Tour-ploegen van dit seizoen namen deel, aangevuld met negen continentale teams met elk zes rensters, uitgezonderd Canyon-SRAM en Israel Premier Tech Roland die met vijf rensters aan de start verschenen, wat het aantal deelneemsters op 142 bracht.
| UCI World Tour teams | UCI World Tour teams                                                                      | Overige teams |
| --- | ----------------------------------------------------------------------------------------- | --- |
| Canyon-SRAM DSM EF Education-TIBCO-SVB FDJ-Suez Fenix-Deceuninck Human Powered Health Israel Premier Tech Roland Jayco AlUla | Liv Racing Xstra Movistar Team Jumbo-Visma Team SD Worx Trek-Segafredo UAE Team ADQ Uno-X | AG Insurance-Soudal Quick-Step Arkéa Ceratizit-WNT Cofidis Duolar-Chevalmeire Lifeplus Wahoo Lotto Dstny Ladies Parkhotel Valkenburg Proximus-Alphamotorhomes-Doltcini |

### Uitslag
| Plaats  | Naam                    | Ploeg                  | tijd     |
| ------- | ----------------------- | ---------------------- | -------- |
| Winnaar | Lotte Kopecky           | Team SD Worx           | 3u33'55" |
| 2       | Lorena Wiebes           | Team SD Worx           | + 11"    |
| 3       | Marta Bastianelli       | UAE Team ADQ           | z.t.     |
| 4       | Emma Norsgaard          | Movistar Team          | z.t.     |
| 5       | Pfeiffer Georgi         | Team DSM               | z.t.     |
| 6       | Anouska Koster          | Uno-X Pro Cycling Team | z.t.     |
| 7       | Quinty Ton              | Liv Racing TeqFind     | z.t.     |
| 8       | Christina Schweinberger | Fenix-Deceuninck       | z.t.     |
| 9       | Soraya Paladin          | Canyon//SRAM Racing    | z.t.     |
| 10      | Elisa Longo Borghini    | Trek-Segafredo         | z.t.     |
| 11      | Karlijn Swinkels        | Team Jumbo-Visma       | z.t.     |
| 12      | Margaux Vigie           | Lifeplus Wahoo         | z.t.     |
| 13      | Sofia Bertizzolo        | UAE Team ADQ           | z.t.     |
| 14      | Marlen Reusser          | Team SD Worx           | z.t.     |
| 15      | Shari Bossuyt           | Canyon//SRAM Racing    | z.t.     |
| 16      | Grace Brown             | FDJ-Suez               | z.t.     |
| 17      | Demi Vollering          | Team SD Worx           | z.t.     |
| 18      | Alice Maria Arzuffi     | Ceratizit-WNT          | z.t.     |
| 19      | Riejanne Markus         | Team Jumbo-Visma       | z.t.     |
| 20      | Cecilie Uttrup Ludwig   | FDJ-Suez               | z.t.     |

1945 · 1946 · 1947 · 1948 · 1949 · 1950 · 1951 · 1952 · 1953 · 1954 · 1955 · 1956 · 1957 · 1958 · 1959 · 1960 · 1961 · 1962 · 1963 · 1964 · 1965 · 1966 · 1967 · 1968 · 1969 · 1970 · 1971 · 1972 · 1973 · 1974 · 1975 · 1976 · 1977 · 1978 · 1979 · 1980 · 1981 · 1982 · 1983 · 1984 · 1985 · 1986 · 1987 · 1988 · 1989 · 1990 · 1991 · 1992 · 1993 · 1994 · 1995 · 1996 · 1997 · 1998 · 1999 · 2000 · 2001 · 2002 · 2003 · 2004 · 2005 · 2006 · 2007 · 2008 · 2009 · 2010 · 2011 · 2012 · 2013 · 2014 · 2015 · 2016 · 2017 · 2018 · 2019 · 2020 · 2021 · 2022 · 2023 · 2024 · 2025
Tour Down Under ·
Great Ocean Road Race ·
Ronde van de Verenigde Arabische Emiraten ·
Omloop Het Nieuwsblad ·
Strade Bianche ·
Parijs-Nice · 
Tirreno-Adriatico · 
Milaan-San Remo ·
Ronde van Catalonië ·
Classic Brugge-De Panne ·
E3 Saxo Bank Classic ·
Gent-Wevelgem ·
Dwars door Vlaanderen ·
Ronde van Vlaanderen ·
Ronde van het Baskenland ·
Parijs-Roubaix ·
Amstel Gold Race ·
Waalse Pijl ·
Luik-Bastenaken-Luik ·
Ronde van Romandië ·
Eschborn-Frankfurt ·
Ronde van Italië ·
Critérium du Dauphiné ·
Ronde van Zwitserland ·
Ronde van Frankrijk ·
Clásica San Sebastián ·
Ronde van Polen ·
BEMER Cyclassics ·
Renewi Tour ·
Ronde van Spanje ·
Bretagne Classic ·
GP van Quebec ·
GP van Montréal ·
Ronde van Lombardije ·
Ronde van Guangxi
Tour Down Under ·
Cadel Evans Great Ocean Road Race ·
Ronde van de Verenigde Arabische Emiraten ·
Omloop Het Nieuwsblad ·
Strade Bianche ·
Ronde van Drenthe ·
Trofeo Alfredo Binda-Comune di Cittiglio ·
Brugge-De Panne ·
Gent-Wevelgem ·
Ronde van Vlaanderen ·
Parijs-Roubaix ·
Amstel Gold Race ·
Waalse Pijl ·
Luik-Bastenaken-Luik ·
La Vuelta España Femenina ·
Itzulia Women ·
Ronde van Burgos ·
RideLondon Classic ·
Ronde van Zwitserland ·
Giro Donne ·
Tour de France Femmes ·
Ronde van Scandinavië ·
GP de Plouay-Bretagne ·
Simac Ladies Tour ·
Ronde van Romandië ·
Ronde van Chongming ·
Ronde van Guangxi
Afgelaste wedstrijden: The Women's Tour ·
Postnord Vårgårda WestSweden